# マーヴィン・フリードリヒ
マーヴィン・フリードリヒ（Marvin Friedrich、1995年12月13日 - ）は、ドイツ・カッセル出身のサッカー選手。ブンデスリーガ・ボルシア・メンヒェングラートバッハ所属。ポジションはディフェンダー。

## 経歴

### クラブ
2014年、シャルケ04に加入
2022年1月11日、ボルシア・メンヒェングラートバッハと2026年までの契約を締結した。

### 代表
2014年からはU-19のドイツ代表に選出されている。